# Beverly Hills Chihuahua 2
Beverly Hills Chihuahua 2 (Perdido pra Cachorro 2 no Brasil[carece de fontes?]) é um filme norte americano de comédia que foi lançado em 1 de fevereiro de 2011. É a continuação de Beverly Hills Chihuahua de 2008. Dirigido por Alex Zamm, e estrelado por George Lopez, Odette Yustman e Zachary Gordon, o filme centra-se em Papi e Chloe, agora casados e com cinco filhotes. O filme foi lançado pela Walt Disney Studios Home Entertainment em 1 de Fevereiro de 2011, em um combo de Blu-ray e DVD de dois discos.
Outra sequência, Beverly Hills Chihuahua 3: Viva la Fiesta!,  foi lançada em 18 de setembro de 2012.

## Elenco
| Personagens  | Atores e dubladores (Estados Unidos) | Dubladores (Brasil          |
| ------------ | ------------------------------------ | --------------------------- |
| Papí         | George Lopez                         | Márcio Simões               |
| Lala         | Madison Pettis\|Madison Pettis       |                             |
| Rosa         | Chantilly Spalan                     | Anna Rita Cerqueira         |
| Pep          | Emily Osment                         | Pamella Rodrigues           |
| Sam Cortez   | Marcus Coloma                        | Alexandre Moreno (dublador) |
| Rachel       | Erin Cahill                          | Fernanda Baronne            |
| Vivian       | Susan Blakely                        |                             |
| Papí Jr.     | Zachary Gordon                       | Pedro Soares                |
| Sr. McKibble | Phill Lewis                          |                             |
| Chloe        | Odette Annable                       | Miriam Ficher               |
| Pedro        | Ernie Hudson                         | Mauro Ramos                 |
| Sr. Cortez   | Castulo Guerra                       | Carlos Seidl                |
| Sra. Cortez  | Lupe Ontiveros                       | Selma Lopez                 |
|              | Júlio Chaves                         |                             |
| Antônio      | Jon Donahue                          | Philippe maia               |
| Alberto      | Jon Huertas                          | Manolo Rey                  |

[carece de fontes?]